# 香港2012年4月
- 4月1日：
  - 新公營機構通訊事務管理局成立；同日，數千人遊行抗議中聯辦干預香港特首選舉，市民同時表達了對梁振英勝出特首選舉的意見和對他未來的施政期望。[1]
  - 屋宇署開始推行「新界村屋僭建物申報計劃」。[2]
- 4月4日：
  - 衙前圍道94號金安樓2樓川籍鳳姐劫殺案
  - 大環山泳池海面行李篋藏屍案
- 4月9日：數碼通手機網絡服務癱瘓八小時。[3]
- 4月9日：候任行政長官梁振英啟程前往北京接受任命。
- 4月12日：黃大仙彩虹邨倫常命案。
- 4月15日：第31屆香港電影金像獎举行。
- 4月16日：
  - 筲箕灣東欣苑歡欣閣倫常命案。
  - 候任行政長官梁振英指，2013年起內地孕婦在港產子，並不保證其子女可享有香港永久居民身分；而私家醫院屆時亦不應獲任何雙非孕婦的分娩配額。[4]
- 4月16日：羅湖口岸聯檢大樓發生火災，一度封關。[5]
- 4月20日：
  - 《版權(修訂)條例》草案委員會向內務委員會提交報告，並排期進行二讀表決；應否豁免二次創作成為焦點。[6]
  - 曾蔭權政府允諾全力配合候任行政長官梁振英的「五司十四局」政府架構重組，並銳意於7月1日新政府上台前通過。[7]
- 4月21日：天水圍回收場劫殺案。
- 4月25日：食物及衛生局局長周一嶽正式宣佈，明年將全面停收雙非孕婦；報道亦說部分雙非夫婦後悔來港產子，而雙非兒童亦難融入香港社會。[8]